# Budaörsi- és Budakeszi-medence
A Budaörsi- és Budakeszi-medence a Dunazug-hegyvidék részei.

## Budaörsi-medence

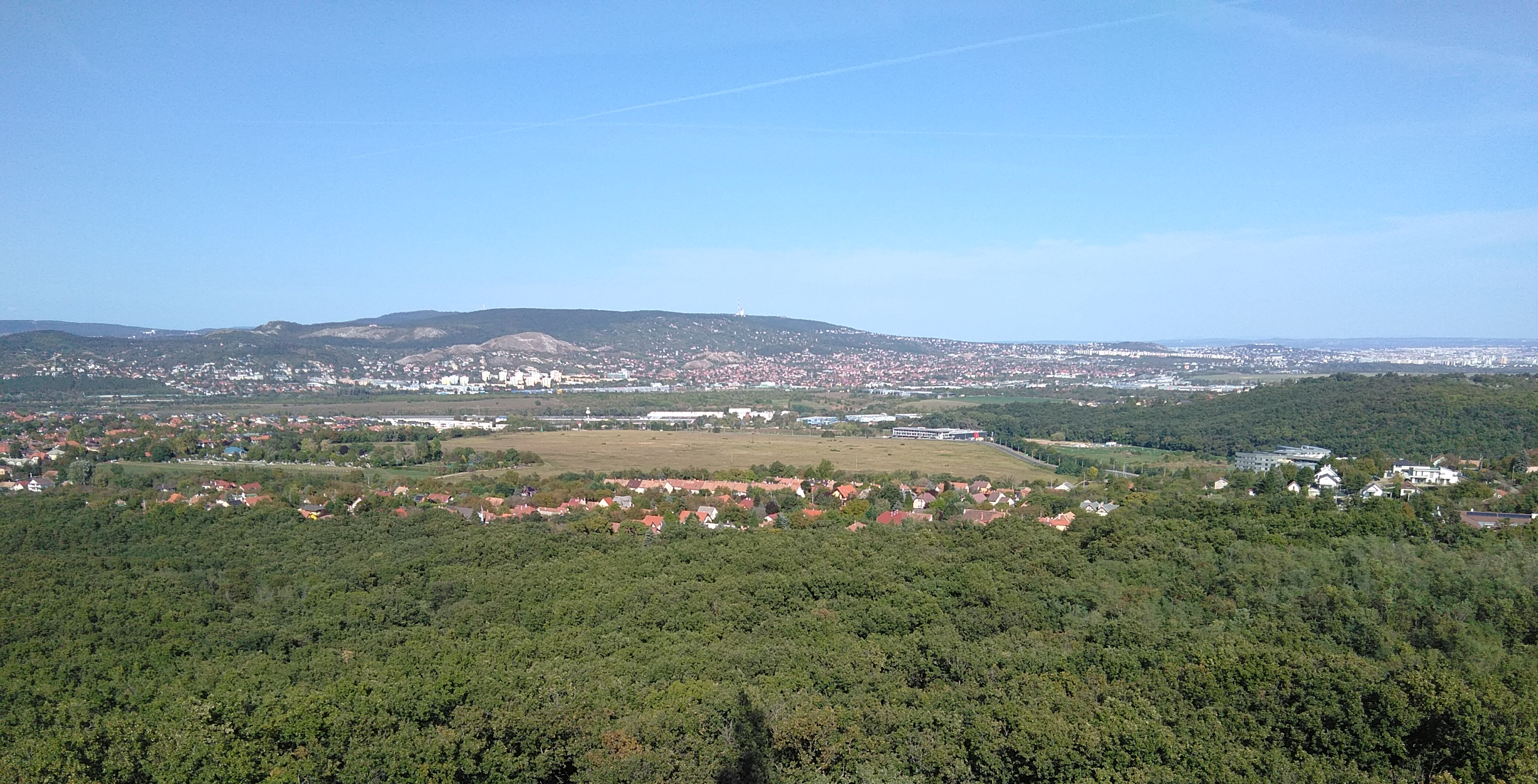
A Budaörsi-medence a Tétényi-fennsíkról. Az előtérben Törökbálint, mögötte Budaörs és a Széchenyi-hegy

A Budaörsi-medence a Budai-hegység déli előterében a Duna völgye felé nyitott mélyedés, ami nyugat-keleti irányban húzódik. Hossza kb. 15 kilométer, szélessége 2-3 kilométer. Tengerszint feletti magassága a nyugati részen 140-160 méter, a keleti részen 120-140 méter. A medence az elmúlt évtizedekben az intenzív szuburbanizáció és iparosodás következtében szinte teljesen beépült.
A medencét délről a Tétényi-fennsík, északról a Csíki-hegyek, a Budaörsi-hegy és a Kakukk-hegy határolják, nyugatról a Biatorbágy és Érd között húzódó Érd-Sóskúti-fennsíknál végződik. Kialakulásában a szerkezeti mozgások, a folyóvíz, a szél és a negyedidőszaki talajfolyások játszottak szerepet. Felszíne hullámos, vizenyős lapályok és alacsony teraszszigetek váltakoznak. A XI. kerület városrészeibe belenyúló keleti részét alacsonyabb hátak, dombok tagolják: Pacsirta-hegy, Péter-hegy, Dobogó. Örsöd nyugati csücskében, a Keserű-ér (Határ-árok) völgyének szikes rétjein régen keserűvíz források fakadtak.
A terület tájképileg legszebb része az északi lejtő vidéke, ahol a lösz és a harmadidőszaki üledékek fölé a Budaörsi-hegy és a Csíki-hegyek, illetve a hozzá kapcsolódó csupasz dolomitrögök, a Budaörsi-kopárok magasodnak. Az alacsonyabb Naphegy, Tűzkő-hegy és Rupp-hegy már alig válik el a dombok lejtőitől.
A rögöket a medencefelszínnel hosszú lankás lejtős hátak kötik össze, amiken völgyek, vízmosások, szőlők és gyümölcsösök találhatóak. A medence tengelyében a Hosszúréti-patak gyűjti össze a terület vizeit és vezeti le Kőérberek - Rózsavölgyön át Budafok irányába. Albertfalva és Budafok határán torkollik a Dunába.

## Budakeszi-medence

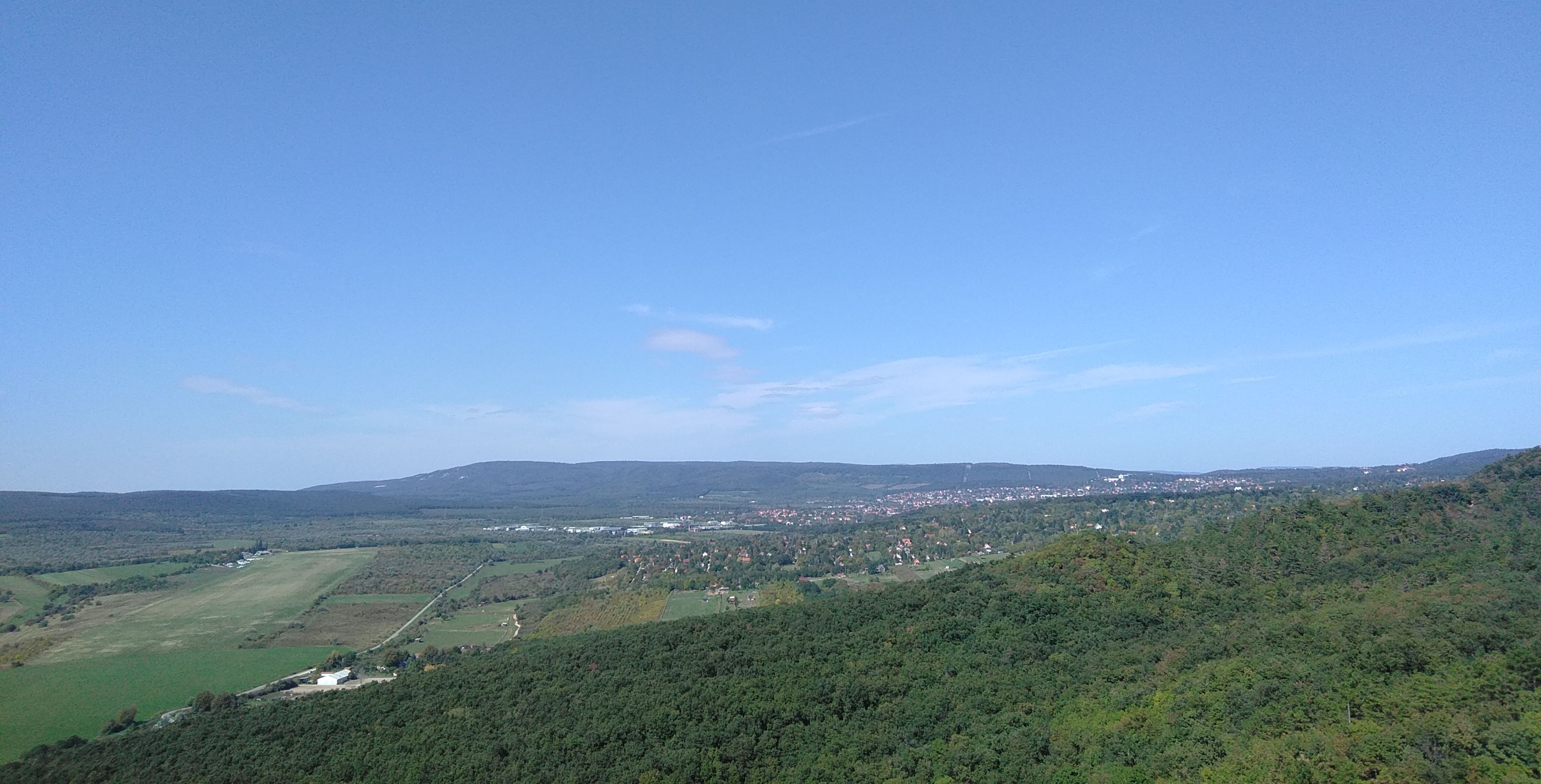
A Budakeszi-medence északi része a Csíki-hegyekről nézve, a háttérben Budakeszi és tőle északnyugatra magasodó Nagy-Kopasz vonulatai

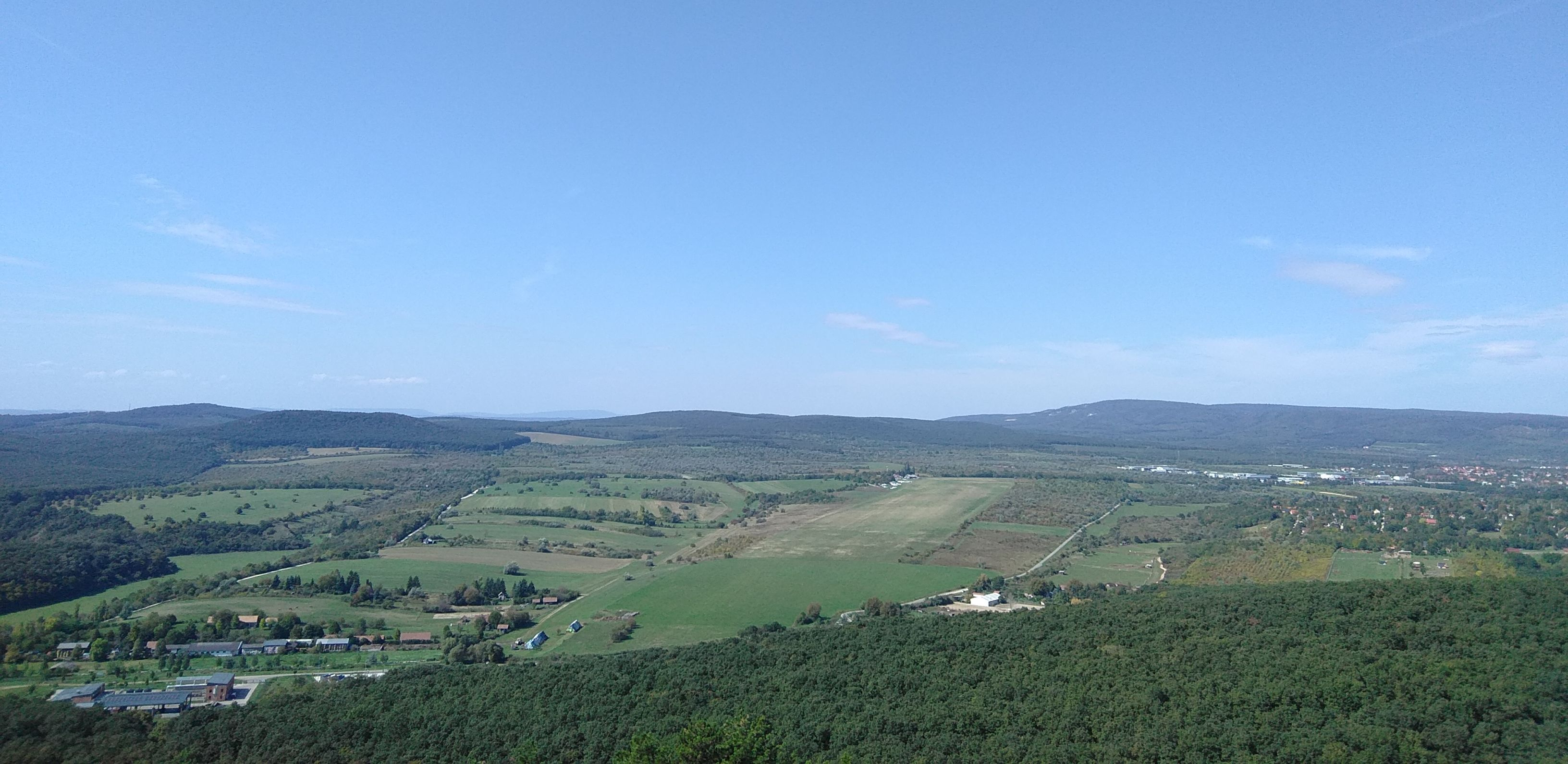
A Farkashegyi repülőtér a Budakeszi-medence déli részén

A Budakeszi-medence a Budaörsi-hegység nyugati oldalán lévő nagy, katlanszerű süllyedék. Kelet felől a Széchenyi-hegy, a János-hegy, délről és délnyugatról a Csíki-hegyek, a Köszörűkő-hegy, a Biai-hegy, nyugatról a Kis-Kopasz és a Hosszú-hajtás-hegy, északról a Hárs (Hársbokor)-hegy fennsíkja és a Sziklafal határolják.
A felszínét vastag lösz fedi, amiből előbukkannak idősebb kőzetek: dolomit (kaptárkövek), nummuliteszes mészkő, budai márga és oligocén–miocén homokos–kavicsos üledékek. A medence vizeit a Budakeszi-árok vezeti le a budaörsi Hosszúréti-patakba.
A medence északi részén fekszik Budakeszi, déli és délnyugati részét szántóföldek (Nagy-Biai-földek) valamint szőlők és gyümölcsösök fedik.